# 大和市立鶴間中学校
大和市立鶴間中学校（やまとしりつ つるまちゅうがっこう）は、神奈川県大和市下鶴間にある公立中学校。

## 概要
小田急江ノ島線の南林間駅近くに立地している。鶴中（つるちゅう）と略称される。
教育目標は以下が制定されている。
『自分を創る』
- ひろい心（おもいやりがある　共に生きる）
- すこやかな体（心身が健康である　生命を大切にする）
- ゆたかな学力（学ぶ喜びがある　基礎・基本を身につける）

## 沿革
- 1975年4月1日 - 開校

## 学区域
- 下鶴間1732 - 1743番・1747番・1774 - 1784番・1786 - 1899番・1901 - 1944番・2444 - 2563番・2576番5号, 9 - 10号, 17 - 18号, 26 - 31号・2577 - 2581番・2620 - 2662番・2777 - 2793番・2840 - 3040番・3215 - 3224番・3227 - 3245番・3252 - 3257番・3261番
- 鶴間 2丁目
- 林間 1丁目・2丁目6番 - 14番

## 進学前小学校
- 大和市立林間小学校

## 進路
進学先公立高等学校としては、旧大和座間綾瀬学区に立地する高校および東急田園都市線、小田急江ノ島線沿線の高校が想定される。
- 旧大和座間綾瀬学区に立地
  - 神奈川県立大和高等学校
  - 神奈川県立大和南高等学校
  - 神奈川県立大和東高等学校
  - 神奈川県立大和西高等学校
  - 神奈川県立座間高等学校
  - 神奈川県立座間総合高等学校
  - 神奈川県立綾瀬高等学校
  - 神奈川県立綾瀬西高等学校
- 東急田園都市線沿線（徒歩圏）
  - 神奈川県立市ヶ尾高等学校
- 小田急江ノ島線沿線（徒歩圏）
  - 神奈川県立相模大野高等学校
  - 神奈川県立神奈川総合産業高等学校
  - 神奈川県立藤沢総合高等学校
  - 神奈川県立湘南台高等学校
  - 神奈川県立湘南高等学校

## 交通
- 小田急江ノ島線南林間駅徒歩8分